# Clytiomya
Clytiomya – rodzaj muchówek z rodziny rączycowatych (Tachinidae).

## Wybrane gatunki
- C. continua (Panzer, 1798)[2]
- C. dupuisi Kugler, 1971[2]
- C. mesnili Kugler, 1968[2]
- C. sola (Róndani, 1861)[2]